# Distrito de Végueta

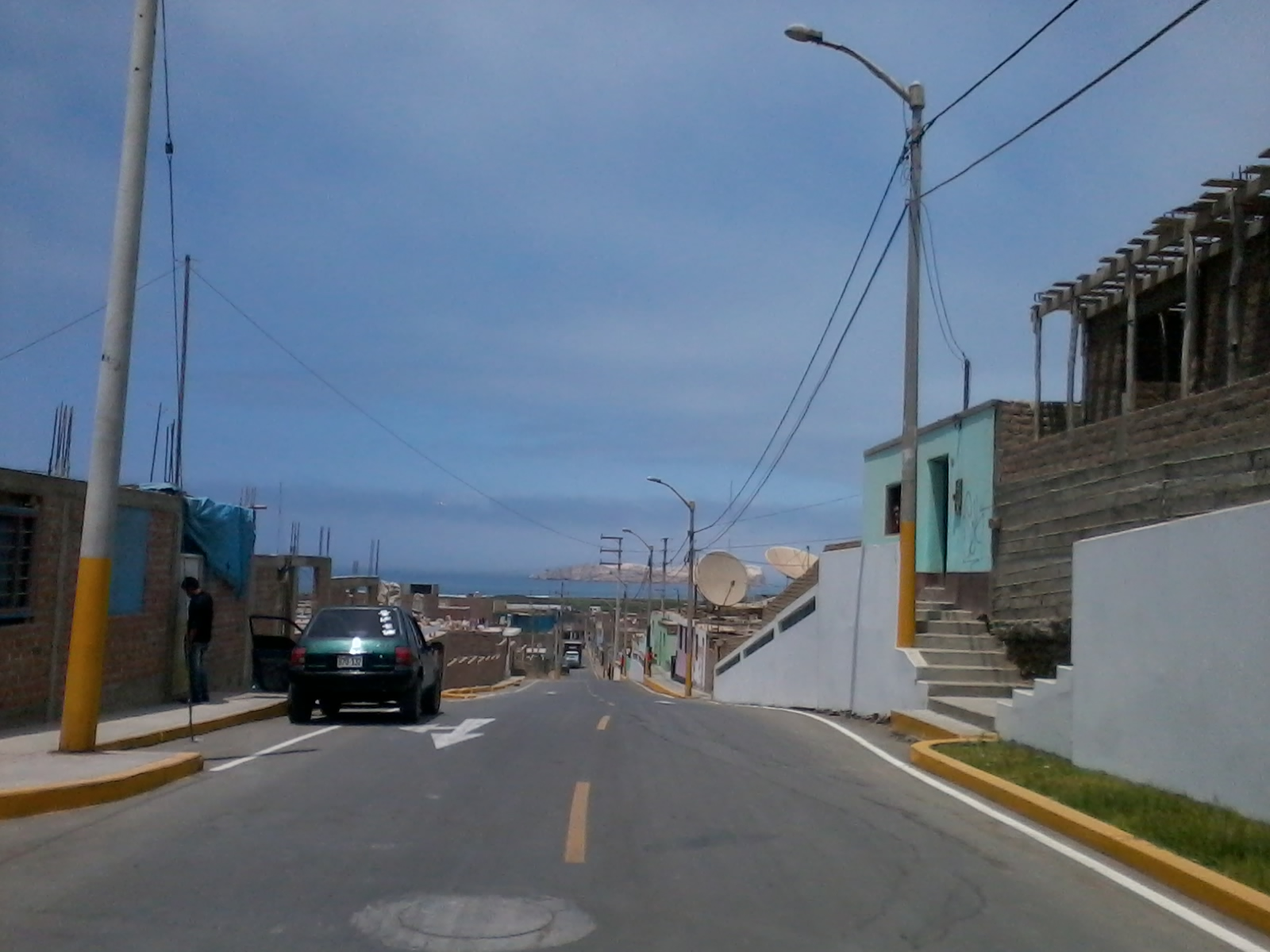
Vista de una calle de Végueta. Al fondo se divisa la isla de Don Martín.

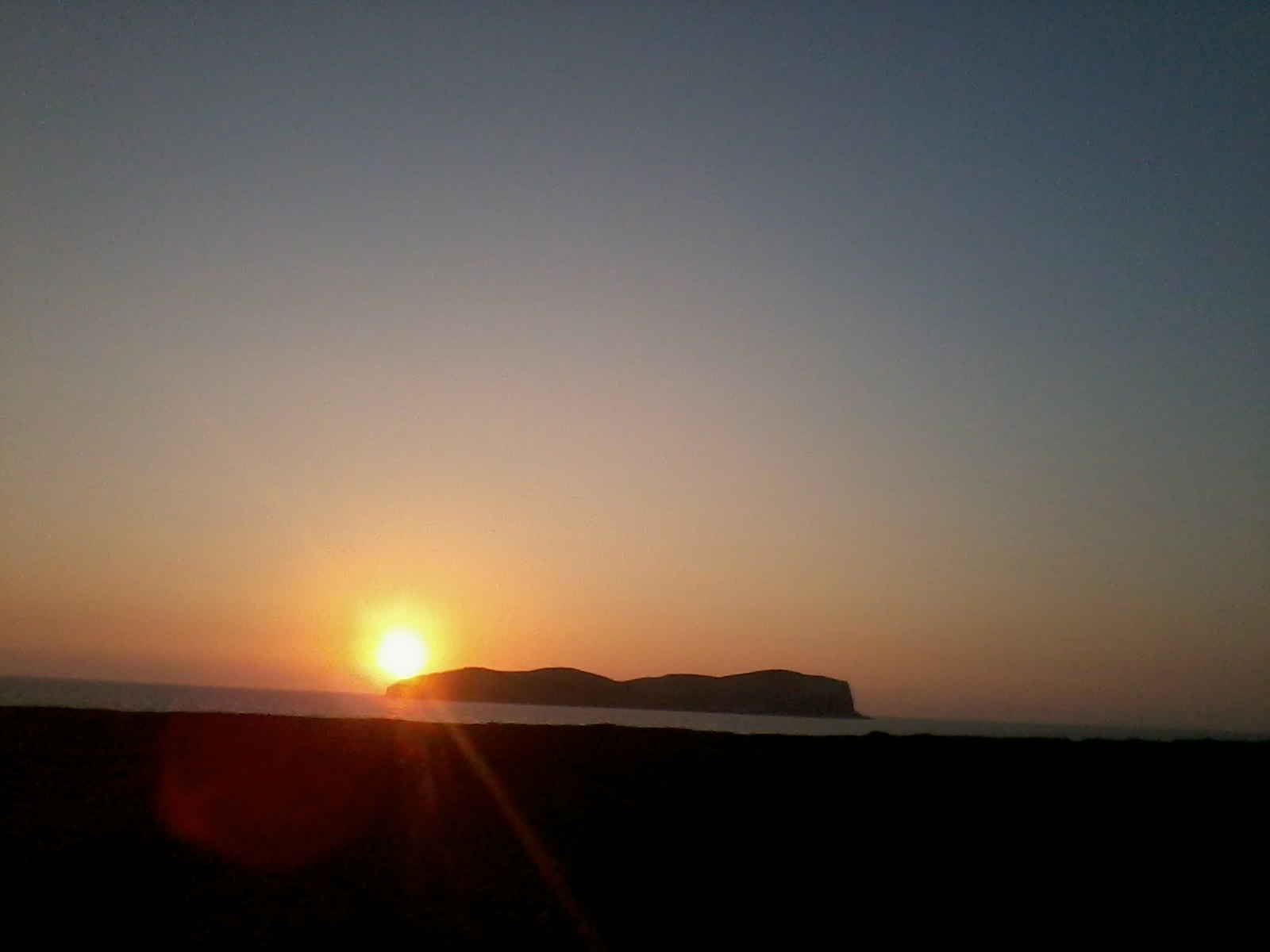
Atardecer de verano en la playa Las Liceras.

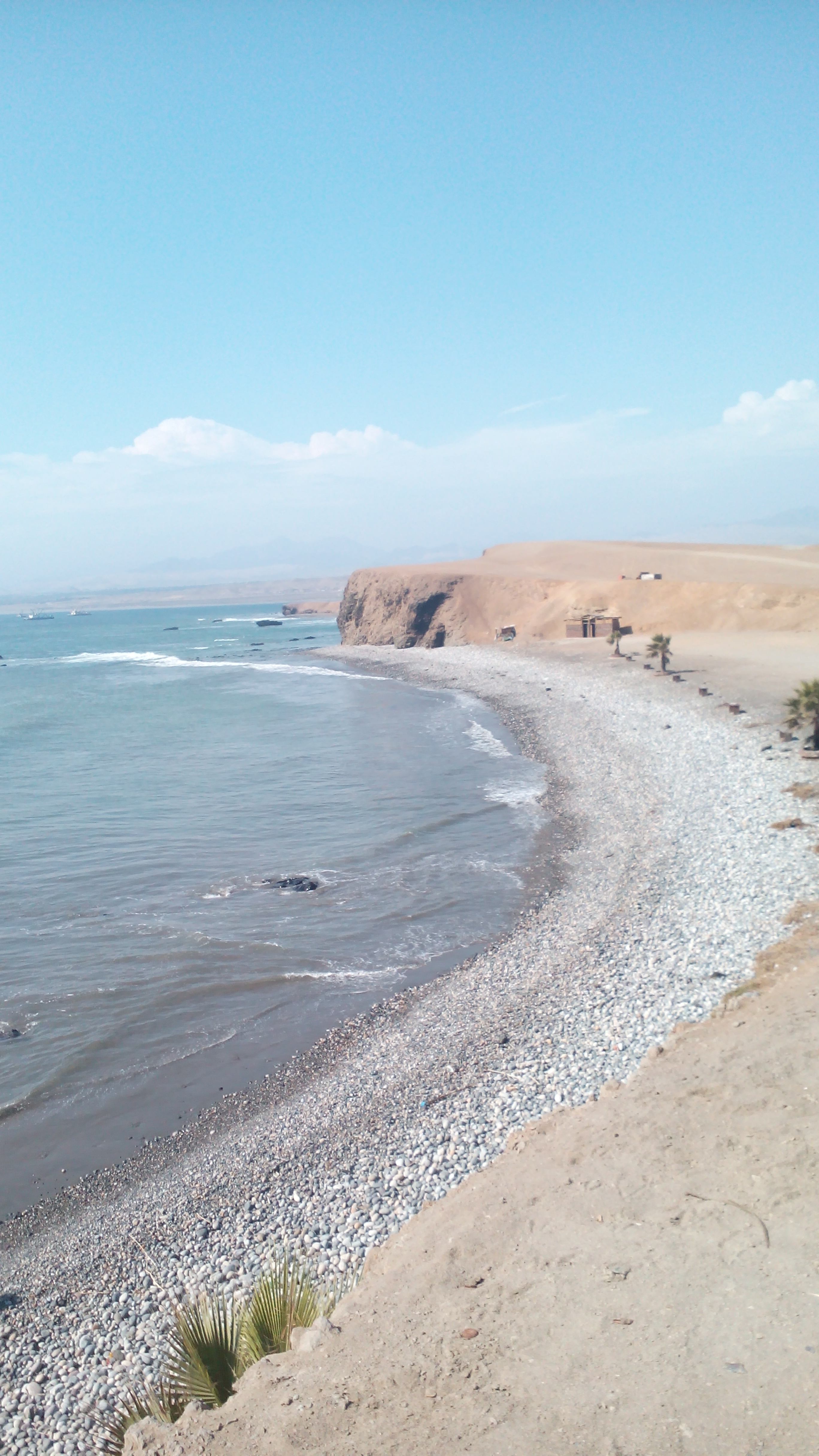
Playa Tambo de Mora.

El distrito de Végueta es uno de los doce que conforman la provincia de Huaura en el departamento de Lima, bajo la administración del Gobierno Regional de Lima-Provincias en el Perú. Es conocida como un popular balneario para viajeros de Lima pues cuenta con playas, áreas naturales y restos arqueológicos.

## Historia
El distrito fue creado mediante Ley R. 273 del 23 de agosto de 1920, en el gobierno del Presidente Augusto Leguía.
Végueta fue declarado por el Congreso de la República como "Distrito Histórico de la Independencia Nacional" en octubre de 1984 bajo Ley N.º 23942, ya que fueron sus playas las que recibieron a la Expedición Libertadora de Don José de San Martín.

## Geografía
Tiene una superficie de 253,94 km². Su capital es el poblado de Végueta ubicado sobre los 24 m s. n. m. La ciudad de Végueta está conurbada con los centros poblados de Mazo, Santa Cruz de Medio Mundo y San Felipe. Se ubica en un valle costero conformado por caseríos agrícolas.

### Centros poblados
- Urbanos
  - Végueta, con 4 152 hab.
  - Mazo, con 1 033 hab. (su primer centro poblado y sin cuyo concurso no hubiese alcanzado la categoría de distrito)
  - Medio Mundo, con 5 801 hab.
  - La Perlita, con 907 hab.
  - Primavera, con 1 888 hab.
- Rurales
  - Amiralla, con 211 hab.
  - Bellavista, 680 hab.
  - El Rosario, con 158 hab.
  - La Florida, con 349 hab.
  - La Muralla, con 430 hab.
  - Nuestra Señora de Guadalupe, con 268 hab.
  - San Felipito, con 194 hab.
  - San Isidro, con 498 hab.
  - Santa Fe

## Autoridades

### Municipales
- 2022 - 2027[1]
  - Alcalde: Eutemio Ríos Alarcón, de Fuerza Regional.
  - Regidores:

  1. Carmen Rosa García Pérez (Fuerza Regional)
  2. Brenda Steffany Obispo Solís (Fuerza Regional)
  3. Melissa Elizabeth Coaguila Limo (Fuerza Regional)
  4. Kelvin Matías Trejo (Fuerza Regional)
  5. Nelsin Eutimio García Medina (Fuerza Popular)

Alcaldes anteriores
- 2015 - 2018[2]
  - Alcalde:  Alejandro Rodolfo Alor Portilla, Partido Alianza para el Progreso (APP).
  - Regidores: Jorge Luis Arellano Meneses (APP), Juan Carlos Alarcón La Rosa (APP), Juana Amalia Malvaceda Huaroto (APP), Meredith Stephany Leiva Matos (APP), Santos Rojas Rondón (Fuerza Regional).
- 2011 - 2014[3]
  - Alcalde: José Luis Li Nonato, del Partido Perú Posible (PP).[4]
  - Regidores: Wilmer Yamunaqué Pacherrez (PP), Gloria Luz De los Santos Medina (PP), César Enrique Flores Mora (PP), Luis Enrique Rodríguez Romero (PP), Sonia María Suárez Peña (Concertación para el Desarrollo Regional).
- 2007-2010 
  - Alcalde: José Luis Li Nonato, Movimiento Concertación para el Desarrollo Regional (CDR).
  - Regidores: Ángel Demetrio Román Quesada (CDR), Wilmer Yamunaqué Pacherrez (CDR), Mónica Cecilia Chang Espinoza (CDR), Camilo Espinoza Jiménez (CDR), Wilmer Naun Villanueva Mori (Confianza Perú).
- 2003 - 2006[2]
  - Alcalde:  Alejandro Rodolfo Alor Portilla, Alianza electoral Unidad Nacional (UN).
  - ((1999))
  - ALCALDE (( BALDOMERO GARCIA GARCIA)) NUEVO MILENIO (NM)

### Policiales
- Comisario: Mayor PNP Wenceslao Soria Salinas

## Educación

### Instituciones educativas
I.E Fray Melchor Aponte (ESTATAL)
I.E Reyna de la Paz 20359 (ESTATAL)

## Religión
Según datos del censo de 2007, el 85,99 % de la población del distrito es católica, el 10,81 % es parte de alguna iglesia evangélica, el 1,91 % manifiesta no profesar ninguna religión, mientras que el 1,29 % dice profesar alguna otra creencia. En el caso de los católicos, están representados por la diócesis de Huacho cuyo obispo es Antonio Santarsiero Rosa, OSJ.

## Economía
El área más desarrollada por los locales es la agricultura de árboles frutales como el manzano; además produce fresa, membrillo, entre otros. También se produce caña de azúcar. Asimismo en el distrito se encuentra la planta industrial avícola de la empresa Redondos. La población costera se dedica a la pesca artesanal. El pujante sector turístico tiene como principales atracciones al balneario de Végueta y a la Albufera de Medio Mundo, accesibles en bote. Esta área natural cuenta con una gran variedad de fauna como el pato silvestre, la gallareta, etc.

## Turismo
Sus atractivo principal son sus concurridas playas como Las Liseras, ubicada frente al pueblo y donde se encuentra una gran piscina olímpica; playa Tambo de Mora, ubicada frente a la isla de Don Martín; y playa Los Viños. Además alberga las lagunas de las Albuferas de Medio Mundo, donde se realizan competencias de canotaje y kayak.
Otro de sus atractivos es la zona arqueológica de Vichama de la Perlita de Vegueta nombre que fue denominado por el impacto de las tradiciones del milenario Vichama Raymi de Paramonga de más de cinco mil años de antigüedad y por el primer Registro del Mito por Luis Teruel realizado en la antigua Barranca (llamado al Valle de Pativilca y de Fortaleza) en la Carta Annua 1617 y reinterpretado por el Padre La Calancha en 1638 en la cual lo biblifica el mito y desinforma los lugares sagrados de la milenaria religión andina, las últimas investigaciones revelan una antigüedad de 3 800 años. La también llamada "ciudad enterrada", cuenta con un museo comunitario donde se exhiben diversos restos encontrados durante las excavaciones y dispone de guías locales.
Végueta es considerado uno de los lugares más apacibles del Norte Chico y un lugar apropiado para el descanso. El pueblo cuenta con dos hoteles, restaurantes y demás centros de atención que le permiten atender la creciente demanda turística. Los domingos se instala una feria de artesanías en la que resaltan los objetos elaborados en junco y totora.
En el mes de septiembre se realiza una escenificación del Mito Vichama en clara emulación a la milenaria tradición del Vichama Raymi de Paramonga, festival que consta de un evento nocturno donde se realiza el ancestral "pago a la tierra".

## Festividades
La festividad más importante del pueblo es la de su Santo Patrón San Juan Bautista, que se celebra el día 24 de junio (día central), la fiesta se hace a lo grande y se celebra durante 4 días, comenzando el día 22 de junio hasta el día 25 de junio. Para la realización de la fiesta cada año se elige un Mayoral, quien es el encargado de organizar la programación de la fiesta, además de conseguir las donaciones para la realización de la misma. Durante estos días la plaza principal se adorna de guirnaldas y es invadida de vendedores de comidas, dulces, artesanías, y todo lo que se pueda vender.
Se construyen castillos con juegos pirotécnicos y son quemados al son de una banda de músicos. Esto y mucho más, cada año en junio.